# 省 (行政区画)
省（しょう）とは、中国などで使われている一級行政区 の単位名。
その他、ヨーロッパ系言語で「プロヴィンス」に類する単語の行政区画や、「デパルトマン」 に類する単語の行政区画の中国語訳名としても「省」は用いられるが、この用法は日本ではほぼ見られない。

## 中国
中国では隋の時代から「省」は中央政府の行政機関名として、例えば尚書省、中書省などがあった。その後、三省制度は廃止されたが、元の時代に行中書省が作られた。明の時代、および清の前期の一級行政区である布政使司は省と通称されていた。
元朝政府は「行中書省」(略して「行省」)を一級地方行政区画の単位名とした。行中書省とは中央政府が地方行政のために設置した全権機関であり、近代的な地方自治を行う地方政府（地方公共団体）とは異なる。明の時代になると行中書省は承宣布政使司と改められ、俗称は「行省」だったがやがて「行」は省略されるようになった。清の時代になっても正式名称は布政使司のままだったが、「省」と呼ばれることが多かった。
乾隆年間にはそれが公認されるようになり、清末には既に定着していた。現在の中華民国と中華人民共和国は、いずれも省を一級行政区画の単位名としている。また中華人民共和国の行政体系では、「呼称は○○省ではないが法的な位置付けでは省に相当する行政区画」を含めた省級行政区という概念もある。

### 清朝
清の時代、「省」は、非公式の制度であった期間が長く、その定義は前期・中期においては曖昧だった。乾隆8年（1743年）に書かれた「一統志」では、布政使司は記載されているが、省の記載はない。これは清国政府が認めた一級行政区が「省」ではなく「布政使司」であることを示していると指摘されている。その後、乾隆52年(1787年)に書かれた「清朝文献通考」の「輿地考」では、各地域の名称として「省」を使っている。同時に、その理由を説明する文章が書かれている。明の時代、巡撫の定数は決められておらず、同じ布政使司の管轄地に数名が置け、有事の際に設けられ、平時には廃された。清の巡撫には定数があって編制が安定しており管区も固定されていた。この時代の布政使司と按察使司は財政と司法を分担するが、巡撫の隷下にあり、省の長ではなかった。
研究者によると、「清朝文献通考」と「大清一統志」（和珅版）では18省が列挙され、清の政府が「省」を18巡撫（巡撫を兼ねた総督を含む）の管轄地域の称として公に認められた事が分かる。乾隆末年（1795年）までに18の巡撫管区を18省とする改革が清政府によって行われた。乾隆年間にこの一連の公文書が編纂されたことで、清の「省」の概念は次第に明確になった。清の晩期、新疆や台湾や東三省の建省の際には、巡撫を設置することを一省の標識とした。しかし、清末になっても「省」は習慣的な呼称にすぎなかった。中国学界では、清代の3回の分省、江南分省、湖広分省、陝西分省に対する議論が、現在まで続いている。
中華民国の建国後、一級行政区単位は「省」であると法で定められた。

### 中華民国
中華民国が1912年に建国された時、省は清の旧制を受け継ぎ、当時全国に22省が設置されていた。当時、執権した北洋政府（北京政府）は、22省のほかに京兆、熱河、察哈爾、綏遠、川辺などいくつかの特別区と、西蔵、蒙古、青海の3地方を設けた。他に阿爾泰、塔城、塔爾巴哈台の3地区があった(後に新疆省にまとめられた)。
北京政府の行政区画は省・道・県の三段階であり、「廃省置道」の計画があった。当時、全国に93道が設置され、7道を持つ甘粛省を除外すれば、各省は平均して3道か4道を持った。
1928年、国民政府は北伐に成功した後、直隷省・奉天省を河北省・遼寧省に改め、京兆も河北省に編入した。熱河、察哈爾、綏遠、川辺、寧夏、青海の6区はそのまま6省(川辺特別区は西康省になった)になり、計28省となった。その他、西蔵、蒙古の2地方と、ロシアと英国から回収された東省特別行政区と威海衛行政区、そして省と同格の特別市(直轄市)が増設された。
国民政府は建国大綱に従って中華民国臨時約法を制定し、地方制度は省、県の二級制に改め、道制を廃止した。しかし、一部の省の管轄県数があまりにも多く、省による県の統制力が不十分だった。このため、1931年に行政督察区が設置されたが、この行政区画は法的根拠に乏しかった。
1945年の日中戦争勝利後、国民政府は東三省を九省に分けて遼北、安東、合江、松江、嫩江、興安の6省を増設し、台湾省の復活とあわせて計35省となった。1949年に海南島と南海諸島が広東省から分離されて海南特別行政区が設立され、建省の準備に入った。
1949年に国共内戦が敗れて中華民国政府は台湾に撤退したが、当時は台湾省全土のほかにも、江蘇省、浙江省、福建省、広東省、雲南省、西康省などの省は一部を支配していた。残りの中国大陸の省はすべて失った。1955年に大陳群島から撤退した後、中華民国の実際の管轄地域は台澎金馬に限られ、省は台湾、福建の省だけとなり、福建省は金門群島と烏坵郷と馬祖列島だけを管轄していた。台湾本島の大幅な人口増加によって、台湾省からは6つの直轄市が分離され、全国の土地面積に占める割合は99%以上あったものが69.79％に減少した。

### 中華人民共和国
中華人民共和国が成立した1949年、全国は30省、1自治区、12直轄市、5行署区、1地方、1地区に分かれた。1967年に区画が調整されるまで、省が主要な一級行政区となった。1967年の調整で、全国は22省、5自治区、3直轄市の計30の省級行政区に再編された。
1988年には海南省が新設された。1997年、重慶市が直轄市に変わった。1997年と1999年、香港とマカオの主権が返還されたことで、相次いで特別行政区を新設した。これで23省(実効支配していない台湾省を含む)、5自治区、4直轄市、2特別行政区の34省級行政区となった。
地方行政区画別にみると、最も古い省は1262年に設立された陝西四川行中書省である。最も新しい省は1988年に作られた海南省。最も人口の多い省は広東省である。

## ベトナム
漢字文化圏に属するベトナムでは、「省 tỉnh」は近代中国と同じような概念であり、一級地方行政区画を指す。